# Luigi Longobardi
Luigi Longobardi (16 de junio de 1990) es un deportista italiano que compitió en remo como timonel. Ganó una medalla de oro en el Campeonato Mundial de Remo de 2004, en la prueba de dos con timonel.

## Palmarés internacional
| Campeonato Mundial | Campeonato Mundial | Campeonato Mundial | Campeonato Mundial |
| Año                | Lugar              | Medalla            | Prueba             |
| ------------------ | ------------------ | ------------------ | ------------------ |
| 2004               | Bañolas (España)   | Medalla de oro     | Dos con timonel    |